# Allacma
Genre
Allacma est un genre de collemboles de la famille des Sminthuridae.

## Liste des espèces
Selon Checklist of the Collembola of the World (version du 17 août 2019) :
- Allacma (Allacma) Börner, 1906
  - Allacma dubia Börner, 1907
  - Allacma fusca (Linnæus, 1758)
  - Allacma gallica (Carl, 1899)
  - Allacma koreana Yosii & Lee, 1963
  - Allacma plumosa Handschin, 1926
  - Allacma plumosetosa Handschin, 1926
  - Allacma setosa (von Olfers, 1907)
- Allacma (Trochopilosa) Christiansen & Bellinger, 1998
  - Allacma purpurescens (MacGillivray, 1894)

## Publications originales
- Börner, 1906 : Das System der Collembolen nebst Beschreibung neuer Collembolen des Hamburger Naturhistorischen Museums. Mitteilungen aus dem Naturhistorischen Museum in Hamburg, vol. 23, p. 147-188 (texte intégral).
- Christiansen & Bellinger, 1998 : The Collembola of North America north of the Rio Grande. A taxonomic analysis. Grinnell College, Grinnell, Iowa, p. 1-1520.